# Octodon
Octodon és un gènere de rosegadors histricomorfs de la família Octodontidae, coneguts vulgarment com a degús. L'espècie més coneguda és el degú (Octodon degus).

## Taxonomia
- Octodon bridgesi - degú pont (Argentina i Xile)
- Octodon degus - degú (Xile i Argentina)
- Octodon lunatus - degú lluna (nord Xile)
- Octodon pacificus - degú d'illa Mocha (espècie de recent descobriment, solament coneguda en Illa Mocha, petita illa costanera a la VIII Regió del Biobío, zona central de Xile. Té cuir amb llarg pèl, i cua rasa; que marca el primitiu del seu esquema)